# WTA Finals 2015
Die WTA Finals 2015 (auch als BNP Paribas WTA Finals – Singapur 2015 bekannt) waren das im Turnierkalender der Damen, nach Punkten und Preisgeld, nach den vier Grand-Slam-Turnieren am höchsten dotierte Tennisturnier. Das Hartplatzturnier der WTA Tour 2015 fand vom 25. Oktober bis zum 1. November 2015 im Singapore Indoor Stadium statt.
Titelverteidigerinnen waren Serena Williams im Einzel sowie Cara Black und Sania Mirza im Doppel.

## Preisgeld und Punkte
Das Preisgeld betrug 7 Millionen US-Dollar.
| Runde                               | Einzel        | Doppel 1    | Punkte |
| ----------------------------------- | ------------- | ----------- | ------ |
| Turniersieger                       | + 1.160.000 $ | + 240.000 $ | + 450  |
| Halbfinalsieger                     | + 550.000 $   | + 102.500 $ | + 360  |
| Halbfinalist                        | + 40.000 $    | + 7.500 $   |        |
| Gruppenphase (3 Siege)              | 650.000 $     | 150.000 $   | 690    |
| Gruppenphase (3 Matches, 2 Siege)   | 457.000 $     | 125.000 $   | 530    |
| Gruppenphase (3 Matches, ein Sieg)  | 304.000 $     | 100.000 $   | 370    |
| Gruppenphase (3 Matches, kein Sieg) | 151.000 $     | 75.000 $    | 210    |
| Ersatzspieler (kein Sieg)           | 75.000 $      | 25.000 $    | —      |

## Einzel

### Qualifikation
Qualifiziert waren die acht bestplatzierten Damen der WTA Tour 2015. Dazu kamen die beiden folgenden Punktbesten als Reservistinnen.
| WTA-Race im Einzel (Stand: 19. Oktober 2015) | WTA-Race im Einzel (Stand: 19. Oktober 2015) | WTA-Race im Einzel (Stand: 19. Oktober 2015) | WTA-Race im Einzel (Stand: 19. Oktober 2015) | WTA-Race im Einzel (Stand: 19. Oktober 2015) |
| #                                            | Spielerin                                    | Punkte                                       | Turniere                                     | Qualifikationsdatum                          |
| -------------------------------------------- | -------------------------------------------- | -------------------------------------------- | -------------------------------------------- | -------------------------------------------- |
| –                                            | Serena Williams1                             | 9945                                         | 13                                           | 7. Juli 2015                                 |
| 1                                            | Simona Halep                                 | 5790                                         | 17                                           | 4. September 2015                            |
| 2                                            | Garbiñe Muguruza                             | 4511                                         | 19                                           | 8. Oktober 2015                              |
| 3                                            | Marija Scharapowa                            | 4322                                         | 16                                           | 10. September 2015                           |
| 4                                            | Petra Kvitová                                | 3491                                         | 18                                           | 14. Oktober 2015                             |
| 5                                            | Agnieszka Radwańska                          | 3425                                         | 23                                           | 18. Oktober 2015                             |
| 6                                            | Angelique Kerber                             | 3400                                         | 24                                           | 21. Oktober 2015                             |
| 7                                            | Lucie Šafářová                               | 3221                                         | 20                                           | 22. Oktober 2015                             |
| 8                                            | Flavia Pennetta                              | 3153                                         | 18                                           | 21. Oktober 2015                             |
| 9                                            | Timea Bacsinszky                             | 3133                                         | 16                                           |                                              |
| 10                                           | Venus Williams                               | 3091                                         | 17                                           |                                              |
| 11                                           | Carla Suárez Navarro                         | 3030                                         | 23                                           |                                              |
| 12                                           | Karolína Plíšková                            | 2955                                         | 24                                           |                                              |
| 13                                           | Belinda Bencic                               | 2900                                         | 24                                           |                                              |
| 14                                           | Roberta Vinci                                | 2655                                         | 23                                           |                                              |
| 15                                           | Caroline Wozniacki                           | 2641                                         | 22                                           |                                              |
| 16                                           | Ana Ivanović                                 | 2616                                         | 18                                           |                                              |
| 17                                           | Sara Errani                                  | 2525                                         | 24                                           |                                              |
| 18                                           | Madison Keys                                 | 2495                                         | 18                                           |                                              |
| 19                                           | Elina Switolina                              | 2410                                         | 23                                           |                                              |
| 20                                           | Jelena Janković                              | 2345                                         | 23                                           |                                              |

- 1 Saison vorzeitig beendet[12]

### Austragungsmodus
Bei der Rundenturnierphase spielten je vier Spielerinnen in zwei Gruppen, jede gegen jede (Round Robin). Die zwei Bestplatzierten jeder Gruppe qualifizierten sich für das Halbfinale, das nach dem K.-o.-System ausgetragen wurde. Die Siegerin jeder Gruppe spielte gegen die Zweite der anderen Gruppe, die beiden Siegerinnen bestritten das Endspiel.

### Setzliste
| Nr. | Spielerin         | Erreichte Runde |
| --- | ----------------- | --------------- |
| 01. | Simona Halep      | Round Robin     |
| 02. | Garbiñe Muguruza  | Halbfinale      |
| 03. | Marija Scharapowa | Halbfinale      |
| 04. | Petra Kvitová     | Finale          |

| Nr. | Spielerin           | Erreichte Runde |
| --- | ------------------- | --------------- |
| 05. | Agnieszka Radwańska | Sieg            |
| 06. | Angelique Kerber    | Round Robin     |
| 07. | Flavia Pennetta     | Round Robin     |
| 08. | Lucie Šafářová      | Round Robin     |

### Halbfinale, Finale
|  | Halbfinale | Halbfinale          | Halbfinale | Halbfinale | Halbfinale |  |  | Finale | Finale              | Finale | Finale | Finale |
|  |            |                     |            |            |            |  |  |        |                     |        |        |        |
|  |            |                     |            |            |            |  |  |        |                     |        |        |        |
|  | 3          | Marija Scharapowa   | 3          | 65         |            |  |  |        |                     |        |        |        |
|  | 4          | Petra Kvitová       | 6          | 7          |            |  |  |        |                     |        |        |        |
|  |            |                     |            |            |            |  |  | 4      | Petra Kvitová       | 2      | 6      | 3      |
|  |            |                     |            |            |            |  |  | 5      | Agnieszka Radwańska | 6      | 4      | 6      |
|  | 2          | Garbiñe Muguruza    | 7          | 3          | 5          |  |  |        |                     |        |        |        |
|  | 5          | Agnieszka Radwańska | 65         | 6          | 7          |  |  |        |                     |        |        |        |
|  |            |                     |            |            |            |  |  |        |                     |        |        |        |

### Rote Gruppe
|   |                     | Halep     | Scharapowa    | Radwańska     | Pennetta  | Round Robin S-N | Sätze S-N | Spiele S-N | Pos. |
| 1 | Simona Halep        |           | 4:6, 4:6      | 6:75, 1:6     | 6:0, 6:3  | 1:2             | 2:4       | 27:28      | 3    |
| 3 | Marija Scharapowa   | 6:4, 6:4  |               | 4:6, 6:3, 6:4 | 7:5, 6:1  | 3:0             | 6:1       | 41:27      | 1    |
| 5 | Agnieszka Radwańska | 7:65, 6:1 | 6:4, 3:6, 4:6 |               | 6:75, 4:6 | 1:2             | 3:4       | 36:36      | 2    |
| 7 | Flavia Pennetta     | 0:6, 3:6  | 5:7, 1:6      | 7:65, 6:4     |           | 1:2             | 2:4       | 22:35      | 4    |

### Weiße Gruppe
|   |                  | Muguruza      | Kvitová       | Kerber    | Šafářová  | Round Robin S-N | Sätze S-N | Spiele S-N | Pos. |
| 2 | Garbiñe Muguruza |               | 6:4, 4:6, 7:5 | 6:4, 6:4  | 6:3, 7:64 | 3:0             | 6:1       | 42:32      | 1    |
| 4 | Petra Kvitová    | 4:6, 6:4, 5:7 |               | 2:6, 6:73 | 7:5, 7:5  | 1:2             | 3:4       | 37:40      | 2    |
| 6 | Angelique Kerber | 4:6, 4:6      | 6:2, 7:63     |           | 4:6, 3:6  | 1:2             | 2:4       | 28:32      | 4    |
| 8 | Lucie Šafářová   | 3:6, 6:74     | 5:7, 5:7      | 6:4, 6:3  |           | 1:2             | 2:4       | 31:34      | 3    |

### Preisgelder und Weltranglistenpunkte
| Spielerin           | Punkte | Antrittsgeld | Erspieltes Preisgeld | Gesamtpreisgeld |
| ------------------- | ------ | ------------ | -------------------- | --------------- |
| Agnieszka Radwańska | 1180   | 151.000 $    | 1.943.000 $          | 2.094.000 $     |
| Petra Kvitová       | 730    | 151.000 $    | 783.000 $            | 934.000 $       |
| Garbiñe Muguruza    | 690    | 151.000 $    | 499.000 $            | 650.000 $       |
| Marija Scharapowa   | 690    | 151.000 $    | 499.000 $            | 650.000 $       |
| Simona Halep        | 370    | 151.000 $    | 153.000 $            | 304.000 $       |
| Flavia Pennetta     | 370    | 151.000 $    | 153.000 $            | 304.000 $       |
| Angelique Kerber    | 370    | 151.000 $    | 153.000 $            | 304.000 $       |
| Lucie Šafářová      | 370    | 151.000 $    | 153.000 $            | 304.000 $       |

Stand: 31. Oktober 2015

## Doppel

### Qualifikation
Qualifiziert waren die acht bestplatzierten Doppelpaarungen der WTA Tour 2015.
| 1  | Martina Hingis Sania Mirza            | 10085 | 15 | 14. Juli 2015      |
| 2  | Bethanie Mattek-Sands Lucie Šafářová  | 6390  | 8  | 16. August 2015    |
| 3  | Casey Dellacqua Jaroslawa Schwedowa   | 5111  | 8  | 14. September 2015 |
| 4  | Jelena Wesnina Jekaterina Makarowa    | 4586  | 10 | 14. September 2015 |
| 5  | Kristina Mladenovic Tímea Babos       | 4340  | 18 | 5. Oktober 2015    |
| 6  | Chan Yung-jan Chan Hao-ching          | 3705  | 13 | 10. Oktober 2015   |
| 6  | Katarina Srebotnik Caroline Garcia    | 3705  | 18 | 9. Oktober 2015    |
| 8  | Raquel Kops-Jones Abigail Spears      | 3380  | 19 | 18. Oktober 2015   |
| 9  | Andrea Hlaváčková Lucie Hradecká      | 3130  | 17 | 20. Oktober 2015   |
| 10 | Carla Suárez Navarro Garbiñe Muguruza | 3100  | 13 | 22. Oktober 2015   |

### Austragungsmodus
Im Doppel wurde ebenfalls eine Gruppenphase im Round-Robin-Modus ausgetragen. Auch die anschließende K.-o.-Runde wurde analog der Einzelkonkurrenz durchgeführt.

### Setzliste
| Nr. | Paarung                              | Erreichte Runde |
| --- | ------------------------------------ | --------------- |
| 01. | Martina Hingis Sania Mirza           | Sieg            |
| 02. | Bethanie Mattek-Sands Lucie Šafářová | Round Robin     |
| 03. | Chan Yung-jan Chan Hao-ching         | Halbfinale      |
| 04. | Kristina Mladenovic Tímea Babos      | Round Robin     |

| Nr. | Paarung                               | Erreichte Runde |
| --- | ------------------------------------- | --------------- |
| 05. | Katarina Srebotnik Caroline Garcia    | Round Robin     |
| 06. | Raquel Kops-Jones Abigail Spears      | Round Robin     |
| 07. | Andrea Hlaváčková Lucie Hradecká      | Halbfinale      |
| 08. | Carla Suárez Navarro Garbiñe Muguruza | Finale          |

### Halbfinale, Finale
|  | Halbfinale | Halbfinale                            | Halbfinale | Halbfinale | Halbfinale |  |  | Finale | Finale                                | Finale | Finale | Finale |
|  |            |                                       |            |            |            |  |  |        |                                       |        |        |        |
|  |            |                                       |            |            |            |  |  |        |                                       |        |        |        |
|  | 1          | Martina Hingis Sania Mirza            | 6          | 6          |            |  |  |        |                                       |        |        |        |
|  | 3          | Chan Yung-jan Chan Hao-ching          | 4          | 2          |            |  |  |        |                                       |        |        |        |
|  |            |                                       |            |            |            |  |  | 1      | Martina Hingis Sania Mirza            | 6      | 6      |        |
|  |            |                                       |            |            |            |  |  | 8      | Carla Suárez Navarro Garbiñe Muguruza | 0      | 3      |        |
|  | 8          | Carla Suárez Navarro Garbiñe Muguruza | 7          | 6          |            |  |  |        |                                       |        |        |        |
|  | 7          | Andrea Hlaváčková Lucie Hradecká      | 6          | 0          |            |  |  |        |                                       |        |        |        |
|  |            |                                       |            |            |            |  |  |        |                                       |        |        |        |

### Rote Gruppe
|   |                                  | Hingis Mirza | Mladenovic Babos | Kops-Jones Spears | Hlaváčková Hradecká | Round Robin S-N | Sätze S-N | Spiele S-N | Pos. |
| 1 | Martina Hingis Sania Mirza       |              | 6:4, 7:5         | 6:4, 6:2          | 6:3, 6:4            | 3:0             | 6:0       | 37:22      | 1    |
| 4 | Kristina Mladenovic Tímea Babos  | 4:6, 5:7     |                  | 7:65, 6:2         | 2:6, 1:6            | 1:2             | 2:4       | 25:33      | 3    |
| 6 | Raquel Kops-Jones Abigail Spears | 4:6, 2:6     | 6:75, 2:6        |                   | 6:3, 3:6, [11:9]    | 1:2             | 2:5       | 24:34      | 4    |
| 7 | Andrea Hlaváčková Lucie Hradecká | 3:6, 4:6     | 6:2, 6:1         | 3:6, 6:3, [9:11]  |                     | 1:2             | 3:4       | 28:25      | 2    |

### Weiße Gruppe
|   |                                       | Mattek-Sands Šafářová | Chan      | Srebotnik Garcia | Suárez Navarro Muguruza | Round Robin S-N | Sätze S-N | Spiele S-N | Pos. |
| 2 | Bethanie Mattek-Sands Lucie Šafářová  |                       | 2:6, 2:6  | 2:6, 0:3 r       | 6:3, 7:61               | 1:2             | 2:4       | 19:30      | 4    |
| 3 | Chan Yung-jan Chan Hao-ching          | 6:2, 6:2              |           | 6:4, 7:65        | 5:7, 4:6                | 2:1             | 4:2       | 34:27      | 2    |
| 5 | Katarina Srebotnik Caroline Garcia    | 6:2, 3:0 r            | 4:6, 6:75 |                  | 5:7, 2:6                | 1:2             | 2:4       | 26:28      | 3    |
| 8 | Carla Suárez Navarro Garbiñe Muguruza | 3:6, 6:71             | 7:5, 6:4  | 7:5, 6:2         |                         | 2:1             | 4:2       | 35:29      | 1    |

### Preisgelder und Weltranglistenpunkte
| Team                                  | Punkte | Antrittsgeld | Erspieltes Preisgeld | Gesamtpreisgeld |
| ------------------------------------- | ------ | ------------ | -------------------- | --------------- |
| Martina Hingis Sania Mirza            | 1500   | 75.000 $     | 425.000 $            | 500.000 $       |
| Chan Yung-jan Chan Hao-ching          | 530    | 75.000 $     | 57.500 $             | 132.500 $       |
| Carla Suárez Navarro Garbiñe Muguruza | 530    | 75.000 $     | 50.000 $             | 125.000 $       |
| Kristina Mladenovic Tímea Babos       | 370    | 75.000 $     | 25.000 $             | 100.000 $       |
| Katarina Srebotnik Caroline Garcia    | 370    | 75.000 $     | 25.000 $             | 100.000 $       |
| Andrea Hlaváčková Lucie Hradecká      | 370    | 75.000 $     | 25.000 $             | 100.000 $       |
| Raquel Kops-Jones Abigail Spears      | 370    | 75.000 $     | 25.000 $             | 100.000 $       |
| Bethanie Mattek-Sands Lucie Šafářová  | 370    | 75.000 $     | 25.000 $             | 100.000 $       |

## Einladung der aufstrebenden Spielerinnen

### Wahl der Spielerinnen
Es standen 18 Spielerinnen zur Wahl, die in zwei Gruppen aufgeteilt waren, eine Asien-Pazifik- und eine Rest-der-Welt-Gruppe. Insgesamt über zwei Millionen Stimmen wurden gezählt, die in 137 Ländern abgegeben worden waren.
| Asien-Pazifik | Asien-Pazifik | Asien-Pazifik          | Asien-Pazifik |
| #             | Spielerin     | Weltranglistenposition | Stimmen       |
| ------------- | ------------- | ---------------------- | ------------- |
| 1             | Zhu Lin       | 162                    |               |
| 2             | Naomi Ōsaka   | 202                    |               |
| 3             | Eri Hozumi    | 186                    |               |
| 4             | Yang Zhaoxuan | 159                    |               |
| 5             | Risa Ozaki    | 130                    |               |
| 6             | Misa Eguchi   | 231                    |               |
| 7             | Liu Fangzhou  | 168                    |               |

| Rest-der-Welt | Rest-der-Welt            | Rest-der-Welt          | Rest-der-Welt |
| #             | Spielerin                | Weltranglistenposition | Stimmen       |
| ------------- | ------------------------ | ---------------------- | ------------- |
| 1             | Caroline Garcia          | 35                     |               |
| 2             | Ons Jabeur               | 167                    |               |
| 3             | Magda Linette            | 64                     |               |
| 4             | Lara Arruabarrena Vecino | 87                     |               |
| 5             | María Teresa Torró Flor  | 128                    |               |
| 6             | Barbora Krejčíková       | 161                    |               |
| 7             | Bojana Jovanovski        | 90                     |               |
| 8             | Louisa Chirico           | 121                    |               |
| 9             | Kristýna Plíšková        | 117                    |               |
| 10            | Sachia Vickery           | 124                    |               |
| 11            | Jelisaweta Kulitschkowa  | 103                    |               |

### Modus und Zeitplan
- Drei Gewinnsätze mit No-Ad-Regel (Rückschläger legt die Seite für den Entscheidungspunkt fest)
- Kurzsätze bis vier Spiele (Satz muss mit zwei Spielen Abstand gewonnen werden)
- Tiebreak, wenn beide Spielerinnen vier Spiele gewonnen haben
- Tiebreak wird bis sieben Punkte gespielt, vorausgesetzt es bestehen zwei Punkte Abstand

| Datum            | Ort                      | 1. Begegnung                        | 2. Begegnung                   |
| ---------------- | ------------------------ | ----------------------------------- | ------------------------------ |
| 22. Oktober 2015 | OCBC Arena               | Zhu Lin vs Ons Jabeur               | Caroline Garcia vs Naomi Ōsaka |
| 23. Oktober 2015 | OCBC Arena               | Round Robin Match Nr. 3             | Round Robin Match Nr. 4        |
| 24. Oktober 2015 | OCBC Arena               | Round Robin Match Nr. 5             | Round Robin Match Nr. 6        |
| 25. Oktober 2015 | Singapore Indoor Stadium | WTA Rising Stars Invitational Final |                                |

### Setzliste
| Nr. | Spielerin       | Erreichte Runde |
| --- | --------------- | --------------- |
| 01. | Caroline Garcia | Finale          |
| 02. | Zhu Lin         | Round Robin     |
| 03. | Ons Jabeur      | Round Robin     |
| 04. | Naomi Ōsaka     | Sieg            |

### Ergebnisse

#### Finale
|  | Finale |                 |   |    |   |
|  |        |                 |   |    |   |
|  | 1      | Caroline Garcia | 5 | 46 | 1 |
|  | 4      | Naomi Ōsaka     | 3 | 5  | 4 |
|  |        |                 |   |    |   |

#### Round Robin
|   |                 | Garcia         | Zhu            | Jabeur         | Ōsaka          | Round Robin S-N | Sätze S-N | Spiele S-N | Pos. |
| 1 | Caroline Garcia |                | 5:3, 5:42      | 4:0, 4:56, 4:2 | 4:1, 1:4, 4:1  | 3:0             | 6:2       | 31:20      | 1    |
| 2 | Zhu Lin         | 3:5, 4:52      |                | 4:1, 4:2       | 2:4, 4:2, 4:54 | 1:2             | 3:4       | 25:24      | 3    |
| 3 | Ons Jabeur      | 0:4, 5:46, 2:4 | 1:4, 2:4       |                | 2:4, 5:40, 4:1 | 1:2             | 3:5       | 21:29      | 4    |
| 4 | Naomi Ōsaka     | 1:4, 4:1, 1:4  | 4:2, 2:4, 5:44 | 4:2, 4:50, 1:4 |                | 1:2             | 4:5       | 26:30      | 2    |

## Einladung der zukünftigen Spielerinnen
Neben den WTA Finals und dem Wettbewerb der aufstrebenden Spielerinnen wurden über drei Tage auch die Juniorinnenkonkurrenz U14 und U16 der zukünftigen Spielerinnen aus Asien und Ozeanien gespielt. Siegerin im Wettbewerb U16 wurde die Inderin Pranjala Yadlapalli mit einem 6:2, 6:0-Sieg über die Koreanerin Hye Ran Yun. Bei den U14 siegte die Chinesin Jiayu Chu im Finale gegen Fitriani Sabatini aus Indonesien mit 6:2, 2:6 und [10:6].